# Supercoppa spagnola 2008 (pallavolo femminile)
La Supercoppa spagnola 2008 si è svolta dal 3 al 4 ottobre 2008: al torneo hanno partecipato quattro squadre di club spagnole e la vittoria finale è andata per la quinta volta al Tenerife.

## Regolamento
Le squadre hanno disputato semifinali e finale.

## Squadre partecipanti[2]
| Squadra      | Qualificazione                                      | Ultima partecipazione    |
| ------------ | --------------------------------------------------- | ------------------------ |
| CAV Murcia   | Vincitrice SFV 2007-08 e Coppa della Regina 2007-08 | Supercoppa spagnola 2007 |
| Palma Volley | Finalista SFV 2007-08                               | Debutto                  |
| Sanse        | Finalista Coppa della Regina 2007-08                | Debutto                  |
| Tenerife     | Terzo posto in SFV 2007-08                          | Supercoppa spagnola 2007 |

## Torneo

### Tabellone
|  | Semifinali   | Semifinali |  |          | Finale       | Finale |
|  |              |            |  |          |              |        |
|  | Tenerife     | 3          |  |          |              |        |
|  | Tenerife     | 3          |  |          |              |        |
|  | CAV Murcia   | 0          |  |          |              |        |
|  | CAV Murcia   | 0          |  | Tenerife | 3            |        |
|  |              |            |  | Tenerife | 3            |        |
|  |              |            |  |          | Palma Volley | 1      |
|  | Sanse        | 2          |  |          | Palma Volley | 1      |
|  | Sanse        | 2          |  |          |              |        |
|  | Palma Volley | 3          |  |          |              |        |
|  | Palma Volley | 3          |  |          |              |        |

### Risultati

#### Semifinali
| 3 ottobre 2008 Pab. Insular Santiago Martín, La Laguna Durata: 1h:11 - Spettatori: 680 | Tenerife | 3 - 0 | CAV Murcia   | 25-14, 25-13, 25-18              |
| 3 ottobre 2008 Pab. Insular Santiago Martín, La Laguna Durata: 2h:01 - Spettatori: 450 | Sanse    | 2 - 3 | Palma Volley | 25-22, 25-18, 21-25, 18-25, 9-15 |

#### Finale
| 4 ottobre 2008 Pab. Insular Santiago Martín, La Laguna Durata: 1h:35 - Spettatori: 500 | Tenerife | 3 - 1 | Palma Volley | 25-18, 25-18, 14-25, 25-21 |